# Freelancer
Freelancer, também conhecido popularmente no Brasil pelas expressões ou gírias freela ou frila, é o termo inglês para denominar o trabalhador autônomo que se autoemprega em diferentes empresas ou, ainda, guia seus trabalhos por projetos, captando e atendendo seus clientes de forma independente. É uma tendência muito em alta no mercado de tradutores, relações públicas, jornalismo, design, propaganda, Web, tecnologia da informação, música e muitos outros.
A expressão, literalmente traduzida como "lanceiro livre", deriva dos cavaleiros medievais mercenários, que se colocavam a serviço dos nobres que lhes pagassem mais para guerrear. Ela apareceu pela primeira vez no livro "Ivanhoé", de Sir Walter Scott, em 1819, no trecho:
"I offered Richard the service of my Free Lances, and he refused them — I will lead them to Hull, seize on shipping, and embark for Flanders; thanks to the bustling times, a man of action will always find employment."
A grande dificuldade para um profissional assumir-se como Freelancer é, sobretudo, de ordem prática, haja vista que muitos dos que assim se aventuram estão saindo de seus cursos de formação e, encontrando dificuldades de se colocarem no mercado de trabalho, optam por sair a campo atrás dos primeiros projetos. Outra questão refere-se à legalização: em alguns países, sobretudo no Brasil, é muito difícil legalizar-se como prestador de serviços, devido a alta carga de impostos.
Ser freelancer do zero é possível, sendo muito importante aprender, ainda antes de abandonar seu trabalho fixo e se lançar no trabalho freelance, alguns conhecimentos ligados a orçamento de trabalho, mercado de trabalho remoto, criação de portfólios, etc.
Normalmente um freelancer tem horários de trabalho mais flexíveis e permite um engajamento maior em projetos que demandam uma dedicação diferenciada, visões mais abrangentes ou independentes da cultura organizacional dos clientes. Por ter a possibilidade de vivenciar continuamente projetos em diversas empresas, acaba tendo uma percepção generalizada do mercado.

## Gig economy
Gig economy, também conhecida como “freelance economy“, “economia sob demanda” ou “1099 economy” é um termo criado na segunda metade da década de 2000 para designar trabalhos de freelancer angariados exclusivamente a partir da Internet, tanto através das ferramentas que utiliza (navegador Web, gestor de projetos, aplicativos de celular, plataformas especializadas de angariação de freelancers, etc) como através dos produtos e serviços que fornece. O profissional que trabalha na gig economy é chamado de gig worker ou freelancer digital.

### Críticas àgig economy
Matheus Queiroz, da revista digital Co.cada, alerta sobre a precarização do trabalho que a gig economy traz, uma vez que as empresas, que consideram seus prestadores de serviço como “prestadores terceiros independentes” não se responsabilizam nem pelo serviço e muito menos pelo prestador. No seu entender, a Gig Economy centralizou os lucros e descentralizou o trabalho.
Já conforme o jornalista Pedro Doria, em sua coluna de economia do jornal O Globo, "no papel, o conceito é bonito: de um lado, gente interessada em um tipo de serviço, do outro quem está disposto a propiciá-lo. O aplicativo junta os dois e todo mundo se dá bem. Aí outros aplicativos surgem, vira uma competição, descem os preços. O motorista que estava acostumado a fazer um determinado valor por mês tem de trabalhar mais. Então, a turma do aplicativo exige carros mais bacanas, e para se manter naquela faixa de ganho o motorista tem de gastar mais dinheiro", com isso, segundo ele os investimentos constantes acabam por tornar a vida de um gig worker um inferno contábil no qual não se tem clareza do seu real ganho. Ele termina seu raciocínio lembrando que "já há experiências com greves dos prestadores de serviço contra esses aplicativos".

## Freelancing em Portugal
Um questionário feito a vários freelancers digitais portugueses em agosto de 2017 revelou que a maioria dos freelancers digitais são jovens licenciados que têm entre os 20 e os 30 anos. Devido ao seu excelente domínio das novas tecnologias, estes têm aproveitado as possibilidades que a Internet lhes proporciona para se lançarem como profissionais autónomos online mesmo antes de terem qualquer experiência no mundo laboral convencional.  Embora este não seja um caminho fácil e contenha tantas ou mais dificuldades quanto o progredir no trabalho assalariado, pelo menos 35% dos inquiridos afirmaram que conseguem viver exclusivamente desta atividade e pretendem continuar com este modo de trabalhar.
Em Portugal existem diversos websites e plataformas online para contratar serviços de freelancing.

## Freelancing no Brasil
No Brasil, a modalidade freelancer é bastante popular e mais conhecida como "bico". Segundo o IBGE, 3,8 milhões de pessoas trabalharam de forma informal em 2020 e 17% delas adotaram as plataformas digitais como Uber, IFood e Rappi para trabalhar.
Este mercado já atingiu R$ 48 bilhões e, com o fim da pandemia e retomada da economia em 2021, atraiu novos players e novas modalidades menos tradicionais em freelancer, em setores como construção civil, foodservice, hotelaria, hotelaria hospitalar, varejo e farmacêutico.

## Escolhendo sua área de atuação
O trabalho de freelancer reserva surpresas tanto positivas quanto negativas. Dentre as positivas podemos citar a liberdade de horário, a flexibilidade de orçamentos e os desafios constantes, provocados pelas trocas sucessivas de ambiente de trabalho. No entanto, existem obstáculos algumas vezes grandiosos, como falta de liquidez financeira, pouco valor reconhecido e captação de novos projetos.
Tem-se identificado que a maneira mais acertada de se evitar este contratempo é percorrer um ciclo inicial de planejamento pessoal, que inclua pequenos pontos de verificação ao longo do trajeto. Este planejamento tenderá a ser maior ou menor, de acordo com a área escolhida. A atividade do freelancer concentra-se, sobretudo, no ramo da comunicação. A título de exemplo, podemos citar funções como estes:
- Animador
- Redator
- Repórter
- Designer
- Fotógrafo
- Programador
- Músico
- Arquiteto
- Ilustrador
- Diretor de arte
- Tradutor
- Webdesigner
- Cozinheiro
- Profissional de eventos e merchandising